# Кенель (озеро)
Кене́ль — озеро на территории провинции Британская Колумбия в Канаде. Имеет ледниковое происхождение.

## Описание
Площадь озера 266 км². Максимальная глубина составляет 506 метров. Глубочайшее озеро Британской Колумбии и самое глубоководное ледниковое озеро в мире. Находится на высоте 728 м над уровнем моря. Озеро Кенель имеет фьордообразную форму, оно длинное, узкое, состоит из трёх рукавов. По своим очертаниям озеро отдалённо напоминает букву «W». Большая часть озера лежит на Внутреннем Плато, а узкие Северный и Восточный рукава глубоко вдаются вглубь гор Карибу. Максимальная протяжённость озера с запада на восток на 81 км, а с севера на юг — 36 км. Благодаря большой глубине в озере накоплен значительный объём воды (41,8 км³), средний расход равен 131 м³/с, вода обновляется в озере за 10,1 года.
Хорсфлай — наиболее значительный приток, имеет бассейн 2750 км² на внутреннем плато, где в год выпадает 500—1500 мм осадков. Два других главных притока, Митчелл и Ниагара, имеют бассейны по 600 км² каждый, но они стекают с гор Карибу, где выпадает 1500—2500 мм осадков ежегодно.
Сток по одноимённой реке в реку Фрейзер и далее в Тихий океан. На берегах озера находятся два населённых пункта — Лайкли и Хорсфлай.
Популярный туристический объект. В озере водится радужная форель, а также озёрный сиг, озёрная форель, лосось.

## Фотографии

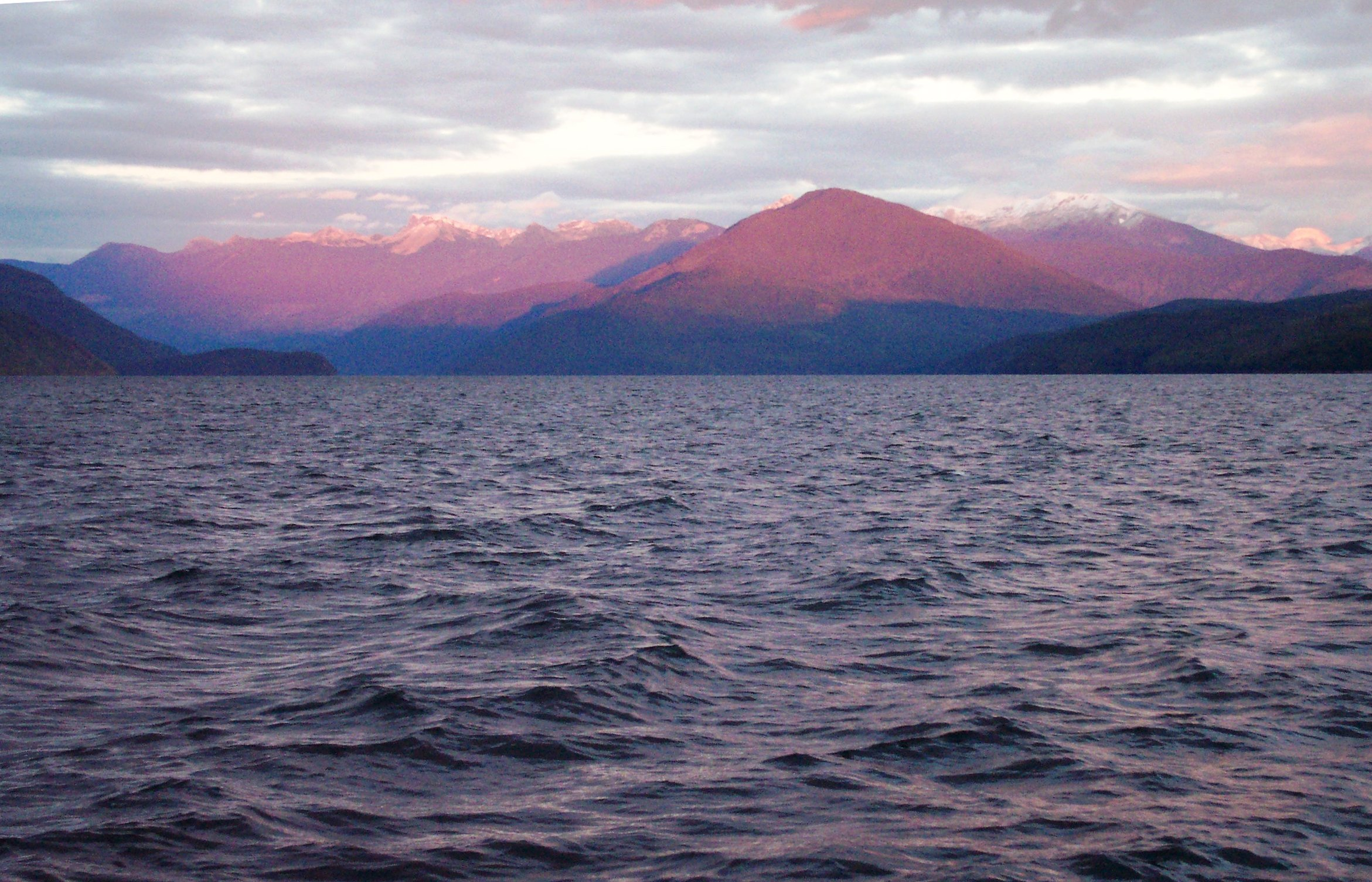
Восход над озером
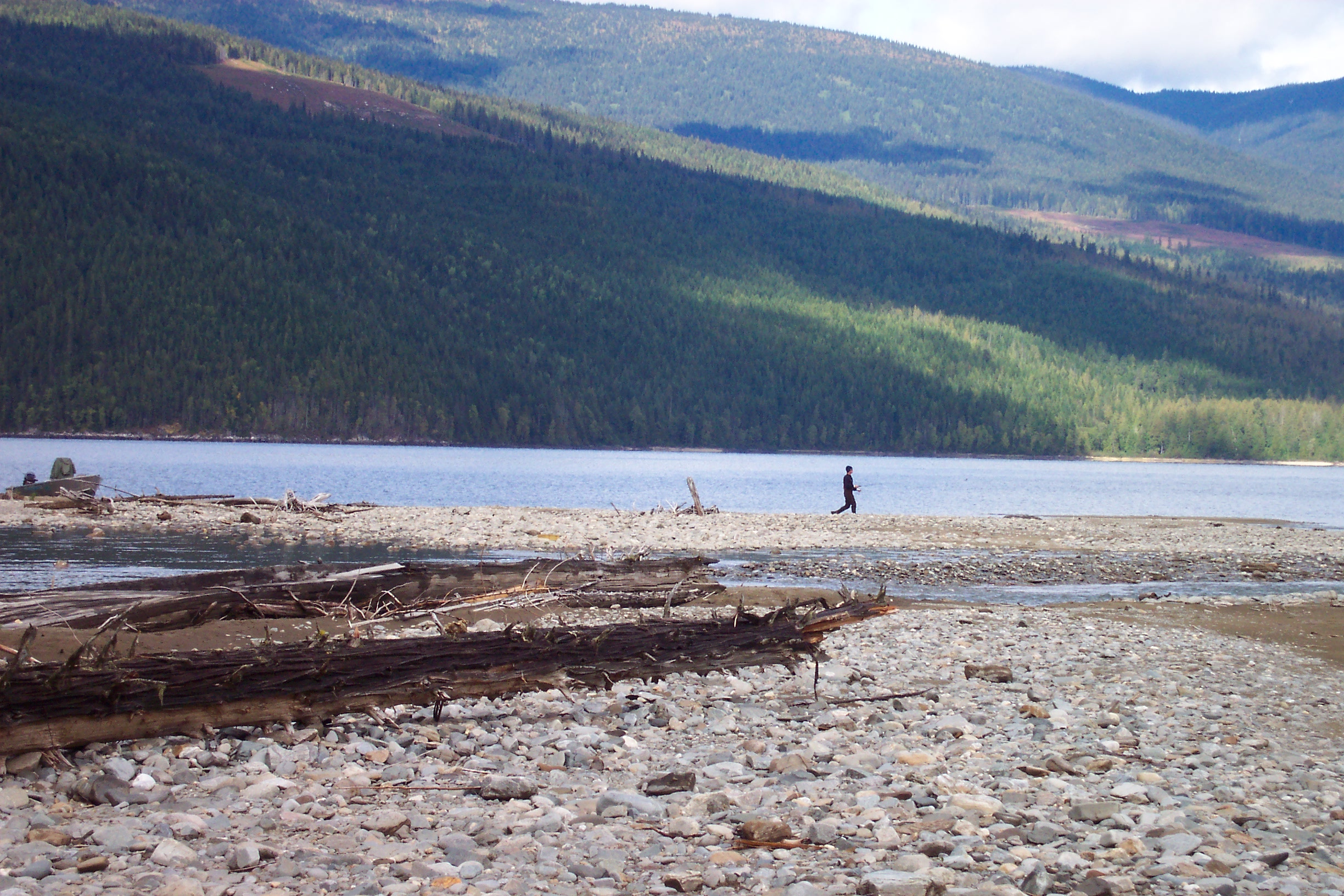
Северный рукав озера
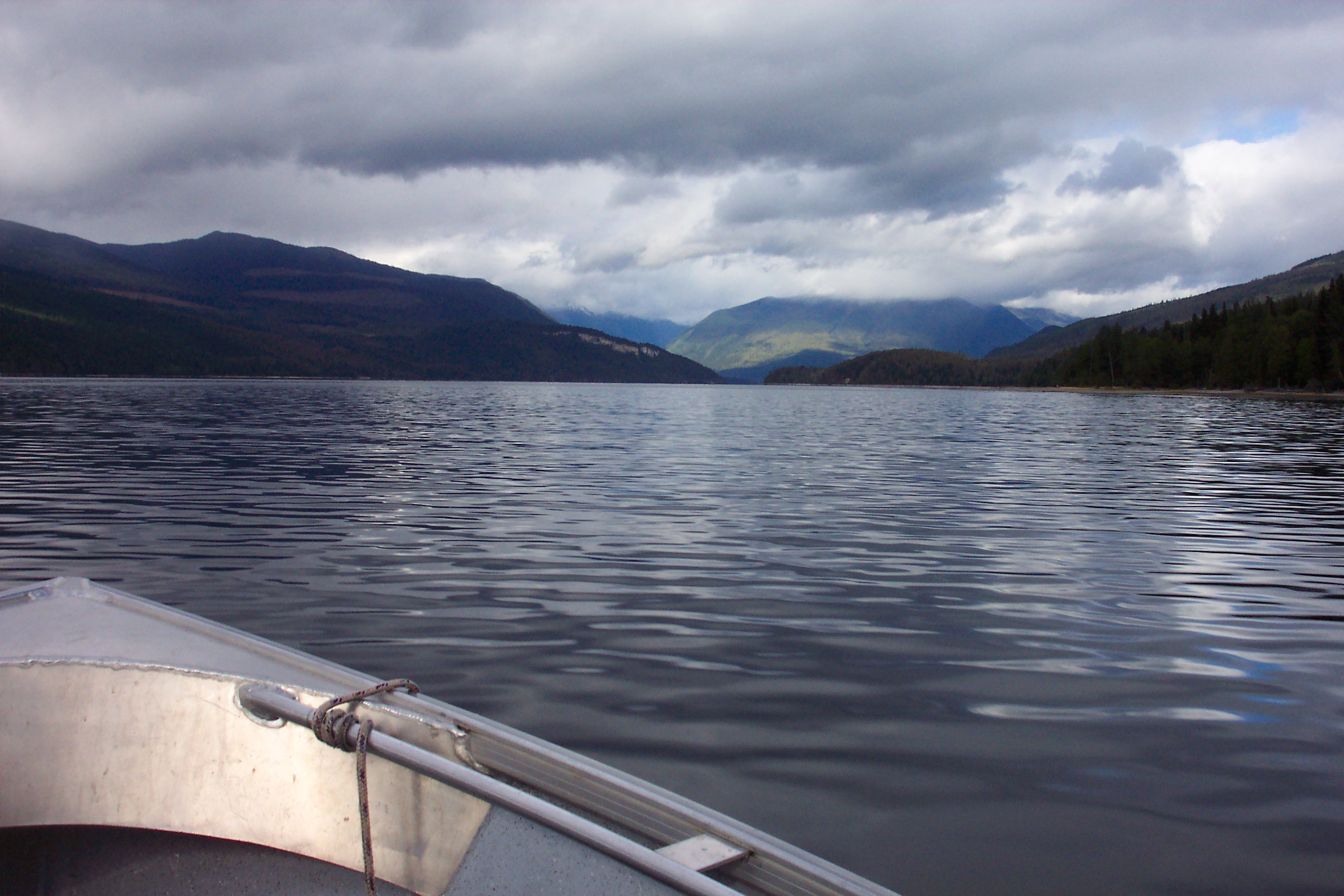
Дисепшен Пойнт
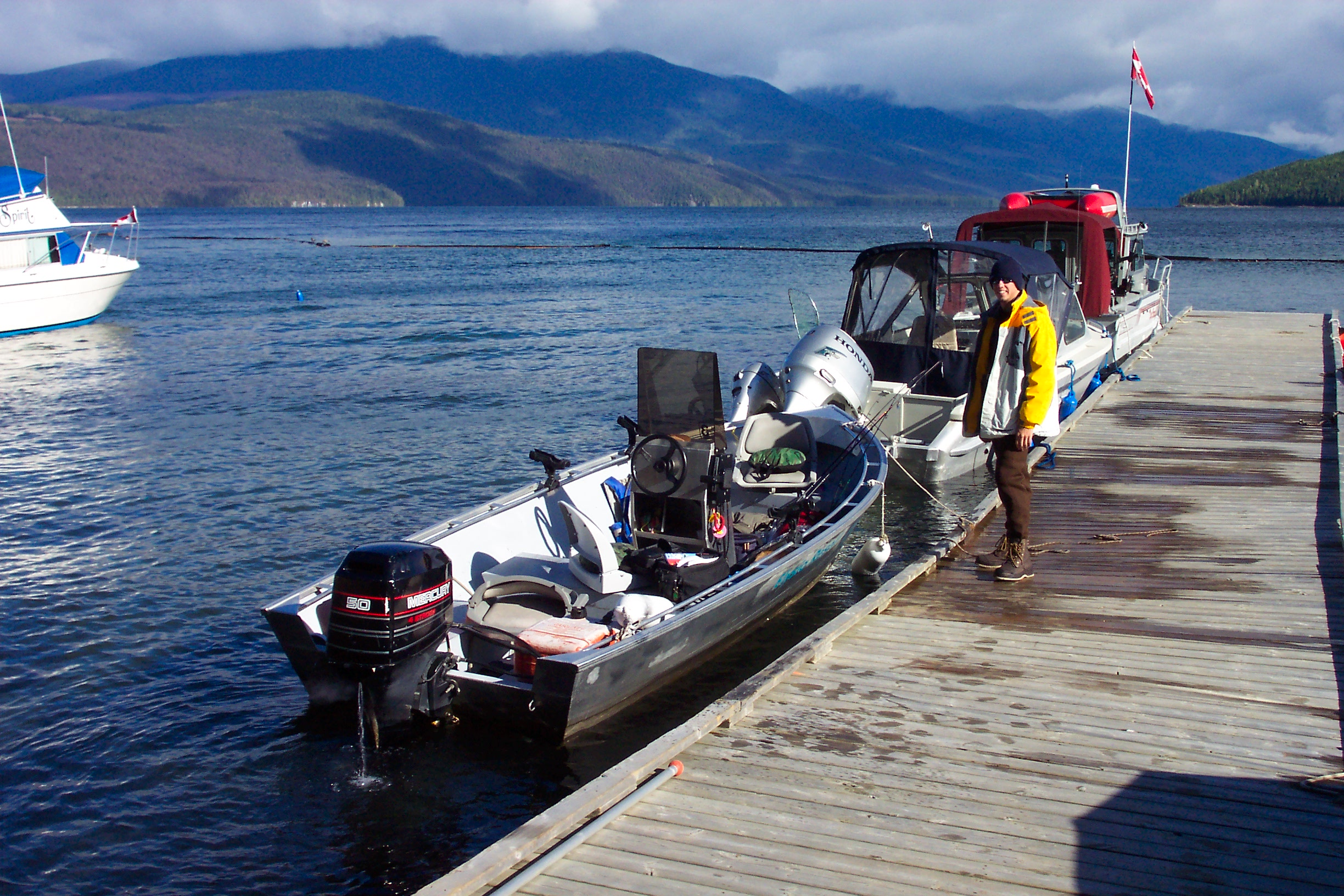
Причал на озере